# The Mystery of Natalie Wood
The Mystery of Natalie Wood is een televisiefilm / miniserie uit 2004 onder regie van Peter Bogdanovich. De film is gebaseerd op het leven van Natalie Wood. Het is tevens gebaseerd op een boek van Suzanne Finstad en een boek van Warren G. Harris.

## Verhaal
De film beschrijft het tragische leven van actrice Natalie Wood. Natalie Wood is een actrice die een slechte relatie met haar moeder heeft. Ze mocht van haar moeder geen vrienden hebben als kind en moest alleen bezig zijn met het opbouwen van een filmcarrière. Ook vertelde ze haar water te vermijden, omdat ze van een waarzegster had gehoord dat Natalie zou verdrinken. Ze stapte over naar een serieuze actrice, toen ze een rol kreeg in Rebel Without a Cause in 1955. Ook had ze een knipperlichtrelatie met acteur Robert Wagner.

## Rolverdeling
| Acteur                   | Personage               |
| ------------------------ | ----------------------- |
| Justine Waddell          | Natalie Wood            |
| Alice Krige              | Maria Gurdin            |
| Michael Weatherly        | Robert Wagner           |
| Matthew Settle           | Warren Beatty           |
| Elizabeth Rice           | Natalie Wood als tiener |
| Colin Friels             | Nick Gurdin             |
| Grace Fulton             | Natalie Wood als kind   |
| Robert Taylor            | Nicholas Ray            |
| Nick Carpenter           | James Dean              |
| Sophie Monk              | Marilyn Monroe          |
| Malcolm Kennard          | Christopher Walken      |
| Natalie Bassingthwaighte | Marion Marshall         |
| Shelbie Bruce            | Natasha als 11-jarige   |
| Nathalie Roy             | Lana Wood               |
| Emily Cascarino          | Lana Wood als tiener    |
| Barry Langrishe          | Jack Warner             |
| Jeremy Cumpston          | John Payne              |
| Margaret O'Brien         | Zichzelf                |
| John Noble               | Irving Pichel           |
| Robert Vaughn            | Zichzelf                |